# Ружомберок
 Тази статия е за града в Словакия.  За окръга вижте Ружомберок (окръг).  
Ружомберок (на словашки: Ružomberok) е град в северна Словакия, в Жилински край. Административен център на окръг Ружомберок. Според Статистическа служба на Словашката република към 31 декември 2013 г. града има 27 884 жители.
Разположен е на 494 m надморска височина, над река Вах, на ок. 60 km източно от Жилина. Чрез Ружомберок минава републикански път 59 и републикански път 18. Заема площ от 126,72 km².
Кметът на града е Ян Павлик.

## Забележности
Най-важните паметници на Ружомберок включват:
- Село Вълколинец вписан в списъка на ЮНЕСКО за световното културно и природно наследство
- Готическо-ренесансова църква Св. Андрей от 16 век
- Бароков манастир от 1806 г.
- Ранно-готическа църква Всях Светих
- Ранно-ренесансов замък от 14 век

## Спорт
В града функционира футболен отбор МФК Ружомберок.

## Побратимени градове
Побратимени градове на Снина:
- Дечин, Чехия
- Госпич, Хърватия
- Петровец, Сърбия
- Хлучин, Чехия

## Личности
Родени в града:
- Милан Адамчяк (р. 1946) – композитор, музиколог и художник
- Ивета Беликова (р. 1966) – ехословашката и словашката представителка в женския баскетбол
- Игор Беняч (1881 – 1958) – политик и правник
- Войтек Донер (1901 – 1945) – архитект
- Йоахим Калинка (1601 – 1978) – поет и автор на религиозна литература
- Дариус Руснак (р. 1959) – чехословашки хокеист
- Людовит Фула (1902 – 1980) – художник, графичен дизайнер, илюстратор и сценограф